# ديوغو ياب
ديوغو ياب (بالبرتغالية: Diogo Yabe‏) (مواليد 8 أغسطس 1980) هو سبّاح برازيلي، مثّل بلاده في الألعاب الأولمبية الصيفية 2004.

## روابط خارجية
ديوغو ياب على موقع الاتحاد الدولي للسباحة (الإنجليزية)
- ديوغو ياب على موقع SwimRankings.net (الإنجليزية)
- ديوغو ياب على موقع اللجنة الأولمبية الدولية (الإنجليزية)
- ديوغو ياب على موقع أوليمبيديا (الإنجليزية)